# Communauté de communes du Tournugeois
La communauté de communes du Tournugeois est une ancienne communauté de communes française, située dans le département de Saône-et-Loire en région Bourgogne-Franche-Comté.

## Historique
Le 1er janvier 2017, avec la mise en place du nouveau schéma départemental de coopération intercommunale, la communauté de communes fusionne avec la communauté de communes du Mâconnais - Val de Saône pour former la Communauté de communes Mâconnais-Tournugeois.

## Composition
Cet ÉPCI est composé des communes suivantes :
| Nom                       | Code Insee | Gentilé     | Superficie (km2) | Population (dernière pop. légale) | Densité (hab./km2) |
| ------------------------- | ---------- | ----------- | ---------------- | --------------------------------- | ------------------ |
| Tournus (siège)           | 71543      | Tournusiens | 14,62            | 5 764 (2014)                      | 394                |
| La Chapelle-sous-Brancion | 71094      |             | 9,94             | 129 (2014)                        | 13                 |
| Farges-lès-Mâcon          | 71195      | Fargeats    | 5,73             | 217 (2014)                        | 38                 |
| Lacrost                   | 71248      | Crotais     | 10,53            | 715 (2014)                        | 68                 |
| Martailly-lès-Brancion    | 71284      | Martaillons | 8,85             | 127 (2014)                        | 14                 |
| Ozenay                    | 71338      | Ozenayons   | 13,31            | 237 (2014)                        | 18                 |
| Plottes                   | 71353      | Piottats    | 10,07            | 574 (2014)                        | 57                 |
| Préty                     | 71359      | Prétrons    | 12,40            | 559 (2014)                        | 45                 |
| Royer                     | 71377      |             | 5,89             | 130 (2014)                        | 22                 |
| La Truchère               | 71549      |             | 5,09             | 210 (2014)                        | 41                 |
| Uchizy                    | 71550      | Chizerots   | 12,49            | 852 (2014)                        | 68                 |
| Le Villars                | 71576      |             | 5,58             | 272 (2014)                        | 49                 |

## Administration
Le siège de la communauté de communes est situé à Tournus.

### Conseil communautaire
L'intercommunalité est gérée par un conseil communautaire composé de 31 délégués issus de chacune des communes membres et élus pour une durée de six ans, coïncidant ainsi avec les échéances des scrutins municipaux.
Les délégués sont répartis comme suit :
| Nombre de délégués | Communes |
| ------------------ | --- |
| 15                 | Tournus |
| 2-3                | Lacrost (2), Plottes (2), Préty (2), Uchizy (3)                                                             |
| 1                  | La Chapelle-sous-Brancion, Farges-lès-Mâcon, Martailly-lès-Brancion, Ozenay, Royer, La Truchère, Le Villars |

### Présidence
Le conseil communautaire élit un président et 4 vice-présidents. Son dernier président était Claude Roche.
| Période                                  | Période | Identité           | Étiquette  | Qualité          |
| ---------------------------------------- | ------- | ------------------ | ---------- | ---------------- |
| Les données manquantes sont à compléter. |         |                    |            |                  |
| 2002                                     | 2008    | Henri Lévêque      | DVD        | Maire de Tournus |
| 2008                                     | 2014    | Catherine Gabrelle | app. MoDem | Maire de Royer   |
| 2014                                     | 2016    | Claude Roche       | UDI        | Maire de Tournus |

## Compétences
La communauté de communes articule son activité autour des quatre compétences suivantes :
- l'aménagement du territoire et le développement économique ;
- la protection et la mise en valeur de l'environnement ;
- le développement touristique et culturel ;
- les sports et loisirs et l'accompagnement des jeunes.

## Tourisme
La communauté de communes du Tournugeois est l'une des quatre communautés de communes composant le pays d'art et d'histoire « entre Cluny et Tournus » (avec celles de Cluny, Lugny et Saint-Gengoux-le-National).

## Sources
- Le SPLAF (Site sur la Population et les Limites Administratives de la France)
- La base ASPIC